# Катеринопільська волость
Катеринопільська волость — адміністративно-територіальна одиниця Звенигородського повіту Київської губернії з центром у містечку Катеринопіль.
Станом на 1886 рік складалася з 8 поселень, 8 сільських громад. Населення — 10506 осіб (5131 чоловічої статі та 5375 — жіночої), 1029  дворових господарство.
|                     | Площа, десятин | У тому числі орної, дес. |
| ------------------- | -------------- | ------------------------ |
| Сільських громад    | 13946          | 8013                     |
| Приватної власності | 500            | 492                      |
| Надільної власності | 2852           | 30                       |
| Іншої власності     | 476            | 317                      |
| Загалом             | 17824          | 8852                     |

Поселення волості:
- Катеринопіль (Калниболото) — колишнє державне містечко при річках Гнилий Тікич та Калниболото за 17 верст від повітового міста, 2861 особа, 338 дворів, 2 православні церкви, синагога, 2 школи, 2 постоялих двори, 15 постоялих будинків, 52 лавки, базари, 2 водяних і 23 вітряних млини, миловарний завод. За 4 версти — копальня бурого кам'яного вугілля.
- Бродецьке — колишнє державне село при річці Вербівка, 840 осіб, 88 дворів, православна церква, постоялий будинок, 4 вітряних млини.
- Вербовець — колишнє державне село при річці Вербівка, 1223 особи, 123 двори, православна церква, постоялий будинок, 8 вітряних млини.
- Гуляйполе (Беребіси) — колишнє державне село при річці Гнилий Тікич, 992 особи, 116 дворів, православна церква, постоялий будинок, 2 водяних і 2 вітряних млини.
- Колодисте — колишнє державне село при безіменній річці, 1351 особа, 185 дворів, православна церква, 7 вітряних млини.
- Романівка — колишнє власницьке село, 313 осіб, 46 дворів, православна церква, постоялий будинок, 3 вітряних млини.
- Шостакова — колишнє державне село при річці Гнилий Тікич, 818 осіб, 82 двори, постоялий будинок, 4 вітряних млини.

Старшинами волості були:
- 1909 року — Дементій Дем'янович Опойко[2],[3],[4];
- 1910—1915 роках — Василь Григорович Уманець[5],[6].